# Страуд, Питер
Питер Страуд (англ. Peter Stroud; род. 23 апреля 2002, Chester Borough, Нью-Джерси) — американский футболист, полузащитник клуба «Нью-Йорк Ред Буллз».

## Клубная карьера
Родился в тауншипе Честер, штат Нью-Джерси. Окончил школу Лавр Спрингс, Охай. До 8 лет играл в академии развития, после выступал в академии «Нью-Йорк Ред Буллз» U12. По достижении шестнадцати лет, стал игроком «Вест Хэм Юнайтед», в котором выступал ещё два сезона за юношеские команды.
После возвращения в США, Страуд поступил в Дьюкский университет, выступал за студенческую команду. За три сезона в составе «Дьюк Блю Девилз» сыграл 65 матчей, забил шесть голов и отдал 12 ассистов.
Во время учёбы в университете, также выступал за несколько команд во Второй лиге ЮСЛ. В 2021 году — в составе команды Нью-Йорк Ред Буллз U23, в следующем году играл за команды «Мотаун» и «Тобакко Роуд». По итогам 2022 года был признан лучшим игроком лиги и вошёл во команду года лиги.
14 января 2023 года, Страуд покинул колледж и подписал с «Нью-Йорк Ред Буллз» контракт по правилу доморощенного игрока (англ. Homegrown Player Rule) сроком до 2025 года. 25 февраля в матче против «Орландо Сити» Питер дебютировал в МЛС.

## Личная жизнь
Брат — Джаред Страуд, вингер клуба «Ди Си Юнайтед». Его младшие братья, Уилл и Дилан играли за студенческие футбольные команды. 